# Švicarska vaterpolska reprezentacija
Švicarska vaterpolska reprezentacija predstavlja državu Švicarsku u športu vaterpolu. Većina igrača se preuzima iz Švicarske vaterpolske lige (Nationalliga A).
Krovna organizacija: Schweizerischer Schwimmverband

## Nastupi na velikim natjecanjima

### Olimpijske igre
- 1920.: četvrtzavršnica
- 1924.: četvrtzavršnica
- 1928.: četvrtzavršnica
- 1936.: 9. – 16. mjesto
- 1948.: 13. – 18. mjesto